# Fenômenos astronômicos
Fenômenos astronômicos são acontecimentos que ocorrem no universo e que podem ser observados da Terra. Esses fenômenos podem incluir uma variedade de eventos, como eclipses, chuvas de meteoros, cometas, alinhamentos planetários, criação de supernovas.

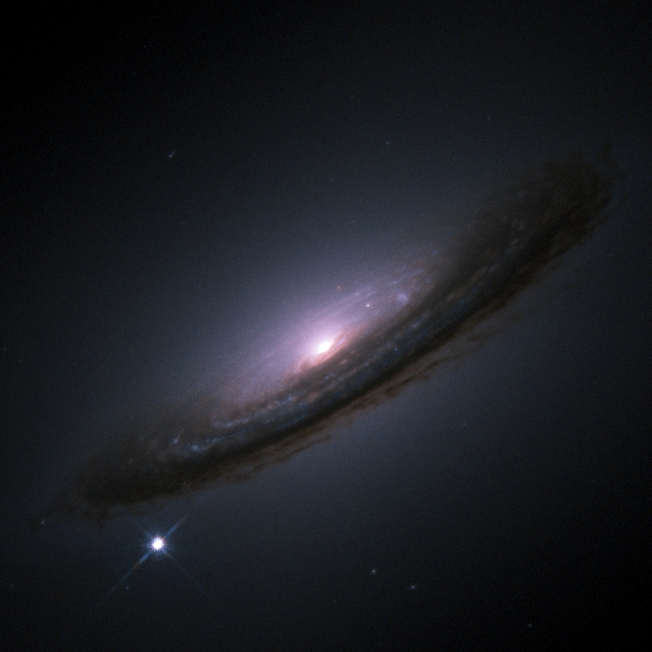
Imagem da Supernova 1994D tirada pelo telescópio espacial Hubble em 1994, o ponto brilhante na parte inferior esquerda é a Supernova e, no centro, a galáxia NGC 4526

## Estudo
Esses eventos são estudados pela astronomia, uma ciência que busca entender a origem, evolução e comportamento dos corpos celestes e do universo como um todo.